# Deux jours à tuer
Deux jours à tuer is een Franse dramafilm uit 2008 onder regie van Jean Becker. De film is gebaseerd op de gelijknamige roman van François d'Épenoux uit 2001.

## Verhaal
Parijzenaar Antoine lijkt een gelukkig leven te hebben met een goede baan, een knappe vrouw en twee leuke kinderen. Van de ene op de andere dag trekt hij alles in zijn leven wat voorheen waardevol was, in twijfel. Op zijn werk beledigt hij een belangrijke klant, en neemt daarna per direct ontslag. Thuis maakt hij aan zijn vrouw Cécile duidelijk dat hij zijn leven met haar en de kinderen saai vindt, en bij haar weg wil. Op zijn verjaardagsfeest de volgende dag maakt hij zijn vrienden belachelijk, randt hij een vriendin aan en gaat hij met haar man op de vuist. Vol onbegrip en verwarring wijst zijn vrouw hem vervolgens de deur.
Antoine stapt in zijn auto en vertrekt naar Ierland. Daar bezoekt hij zijn vader, een fervent visser, die hij sinds zijn dertiende nauwelijks meer heeft gezien, waardoor hun relatie sterk bekoeld is. Ze proberen met elkaar te praten. Wanneer ze samen gaan vissen, zakt Antoine in elkaar. Antoine vertelt dat hij ongeneeslijk ziek is en binnenkort zal sterven. Hij biecht op dat hij zijn gezin en zijn vrienden bewust van zich vervreemd heeft, zodat ze hem niet zouden zien aftakelen, en geen medelijden met hem zouden hebben. Hij vraagt zijn vader om Cécile na zijn dood op te zoeken, om haar de toestand uit te leggen, en haar te laten weten hoe zielsveel hij van haar heeft gehouden.

## Rolverdeling
- Albert Dupontel als Antoine Méliot
- Marie-Josée Croze als Cécile Méliot
- Pierre Vaneck als Antoine's vader
- Alessandra Martines als Marion Dange
- Cristiana Reali als Virginie
- Mathias Mlekuz als Éric
- Claire Nebout als Clara
- François Marthouret als Paul
- Anne Loiret als Anne-Laure
- Guillaume De Tonquédec als Sébastien
- Jean Dell als Mortez

## Nominaties
Tijdens de 34e César-ceremonie werd de film genomineerd in de categorieën beste acteur (voor Albert Dupontel), beste mannelijke bijrol (voor Pierre Vaneck) en beste bewerkt script.